# Zamieranie malin

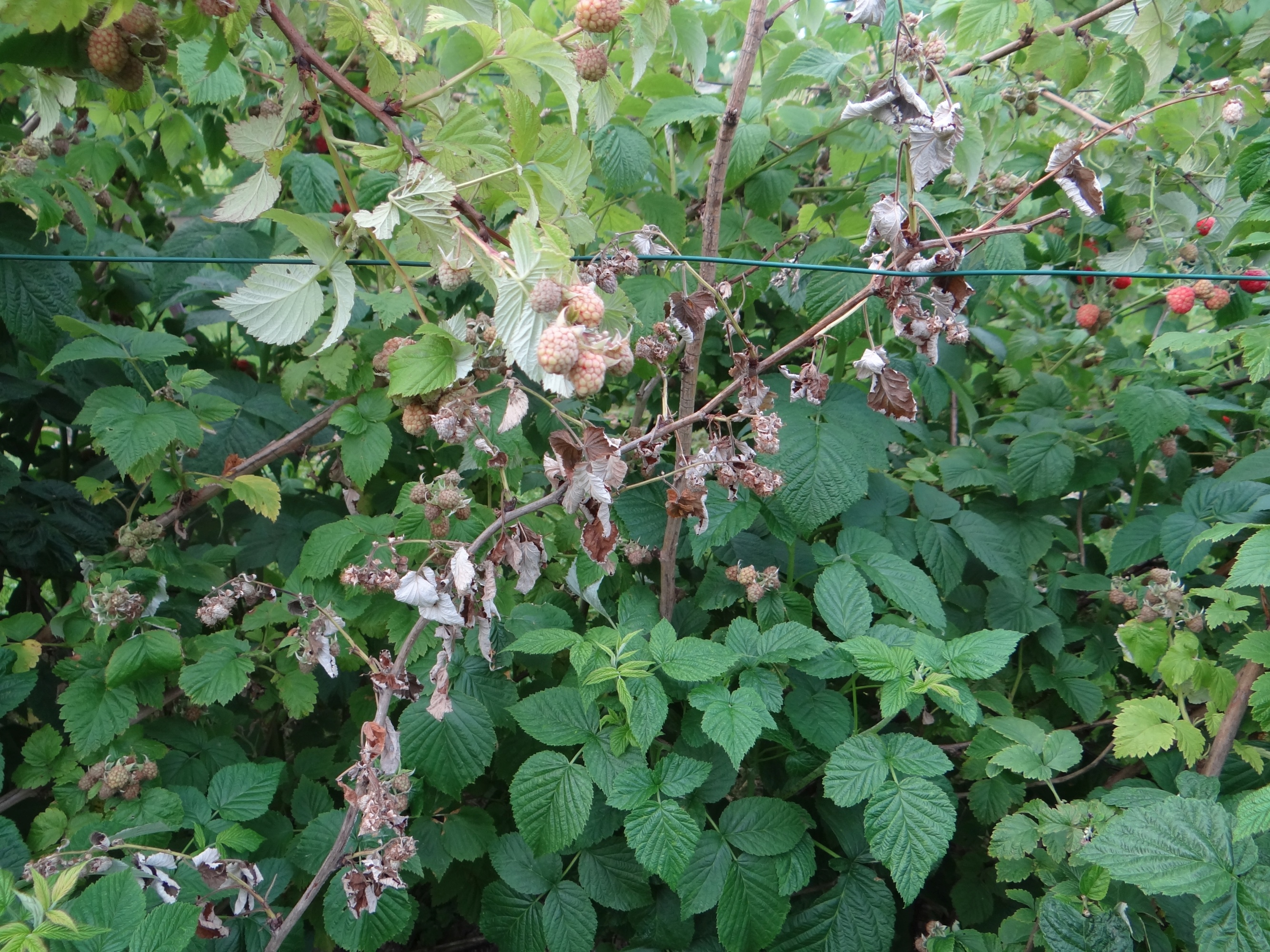
Zamarły pęd maliny

Zamieranie malin – grupowa nazwa kilku chorób powodujących zamieranie pędów malin. Są to zarówno choroby infekcyjne, wywołane przez kilka różnych patogenów, jak i nieinfekcyjne, wywołane przez czynniki środowiska. Choroby te to:
- antraknoza maliny i jeżyny wywołana przez Elsinoë veneta,
- przypąkowe zamieranie pędów maliny wywołane przez Xenodidymella applanata
- szara pleśń maliny i jeżyny wywołana przez Botrytis cinerea,
- uszkodzenia mrozowe roślin,
- werticilioza maliny wywołana przez Verticillium dahliae,
- zamieranie podstawy pędów maliny wywołane przez Leptosphaeria coniothyrium,
- zgnilizna korzeni maliny wywołana przez Phytophthora rubi[1][2].

Choroby te opisane są w odrębnych artykułach.